# ماکریو
ماکریو (به ایتالیایی: Macherio) یک کومونه در ایتالیا است که در استان مونتزا و بریانتزا واقع شده‌است.

## خصوصیات
ماکریو ۳٫۲ کیلومترمربع مساحت و ۶٬۷۵۱ نفر جمعیت دارد و ۲۱۵ متر بالاتر از سطح دریا واقع شده‌است.